# Алипий (Цушко)
Епи́скоп Али́пий (в миру Валерий Георгиевич Цушко; род. 1 октября 1974, селе Надречное, Тарутинский район, Одесская область) — архиерей Украинской православной церкви, епископ Тарутинский, викарий Одесской епархии.

## Биография
Родился 1 октября 1974 года в селе Надречном Тарутинского района Одесской области в семье рабочих, в которой было 11 детей. Окончил среднюю школу и Тарутинское профессионально-техническое училище.
В 1995 году поступил в братию Пантелеимоновского мужского монастыря города Одессы. 15 августа 1995 года пострижен в монашество с наречением имени Алипий в честь преподобного Алипия Печерского. В том же году был рукоположен во иеродиакона, 4 февраля 1996 года — в сан иеромонаха митрополитом Одесским Агафангелом (Саввиным).
29 декабря 2003 года был назначен наместником Николаевского мужского монастыря города Измаила. 21 марта 2004 года возведён в сан архимандрита.
В 2006—2010 годах обучался в Одесской духовной семинарии, в 2014 году окончил Ужгородскую богословскую академию святых Кирилла и Мефодия.
22 мая 2018 года митрополит Агафангел (Саввин), освятив престол Николаевского храма, наградил архимандрита Алипия благословенной грамотой Предстоятеля Украинской Православной Церкви за усердные труды и сказал, что усилиями архимандрита Алипия «эта обитель стала поистине центром духовной культуры нашего украинского Придунавья».
28 декабря 2023 года назначен благочинным храмов Тарутинского округа Одесской епархии, затем — настоятелем Петропавловского храма поселка Тарутино Одесской области.
10 апреля 2024 года решением Священного Синода УПЦ был избран епископом Тарутинским, викарием Одесской епархии.
19 апреля 2024 года в главном соборе Пантелеимоновского женского монастыря в Феофании был наречён во епископа Тарутинского, викария Одесской епархии
20 апреля того же года в храме преподобного Агапита Печерского Киево-Печерской лавры хиротонисан во епископа Тарутинского, викария Одесской епархии. Хиротонию совершили: митрополит Киевский и всея Украины Онуфрий (Березовский), митрополит Одесский и Измаильский Агафангел (Саввин), митрополит Бориспольский и Броварской Антоний (Паканич), митрополит Нежинский и Прилуцкий Климент (Вечеря), митрополит Макаровский Антоний (Фиалко), митрополит Васильковский Иоасаф (Губень), архиепископ Южненский Диодор (Васильчук), архиепископ Болградский Сергий (Михайленко), архиепископ Белогородский Сильвестр (Стойчев), архиепископ Переяслав-Хмельницкий Дионисий (Пилипчук), епископ Ирпенский Лавр (Березовский), епископ Бородянский Марк (Андрюк) и епископ Гостомельский Аркадий (Демченко)